# Pol-e Dokhtar (shahrestan)
Pol-e Dokhtar (persiska: پل دختر), även Poldokhtar (پلدختر), eller Shahrestan-e Pol-e Dokhtar (شهرستان پل دختر), är en delprovins (shahrestan) i Iran. Den ligger i provinsen Lorestan, i den västra delen av landet, 400 km sydväst om huvudstaden Teheran. Administrativ huvudort är Poldokhtar, också kallad Pol-e Dokhtar.
Delprovinsen hade 73 744 invånare 2016.